# Peter Friedl
Peter Friedl és un artista austríac. Nascut a Oberneukirchen (Àustria) el 1960, Peter Friedl viu i treballa a Berlín. Des de començaments dels noranta ha dut a terme una obra heterogènia (fotografia, pintura, vídeo, dibuix, textos) amb un fort component de crítica social i política que investiga l'abús de la justícia i la configuració del poder en el món contemporani.
Friedl posa l'accent en els antagonismes entre la narració estètica i la política contemporànies. Treballa sovint amb gèneres (els tableaux vivants i els documents) i temes (la infància i l'exclusió social) desestimats per la tradició artística moderna, i utilitza el desplaçament o la sobreexposició per qüestionar els sistemes de representació habituals. Friedl força els gèneres i els codis amb una finalitat clarament crítica.
Interessat en els conceptes de subalternitat en el sentit més ampli, alguns dels seus treballs se centren en els col·lectius negres de Miami, Sud-àfrica, Haití i d'altres escenaris postcolonials. Friedl també ha posat l'accent en conceptes d'exclusió més subtils, com el de la infància. Algunes de les seves obres fan una referència explícita a la teoria de la justícia que va propugnar el teòric estatunidenc John Rawls, en un intent de revisar el contracte social de Rousseau. Friedl s'interessa pels abusos històrics poc visibles i per la desobediència civil, i evidencia que el conflicte sorgeix quan falta el consens. El seu és un treball de crítica social i política que implica una revisió profunda dels codis, cànons i gèneres utilitzats per la modernitat artística. Les seves sèries de dibuixos sintetitzen els diversos interessos de l'artista. Ha publicat nombrosos assajos i textos crítics sobre teatre i estètica.

## Untitled

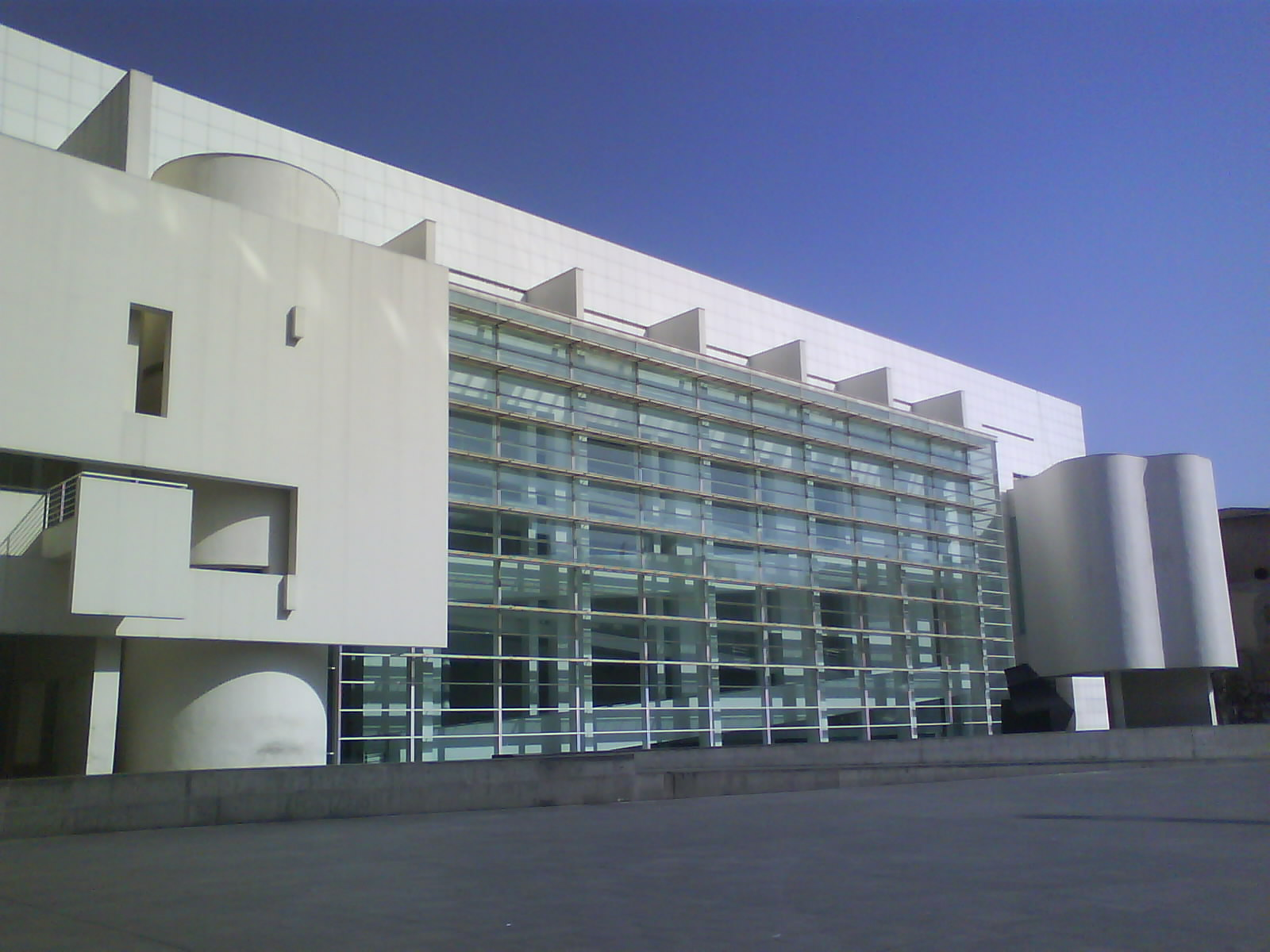
El Museu d'Art Contemporani de Barcelona, on es conserva Untitled

El Museu d'Art Contemporani de Barcelona (MACBA) conserva una sèrie de dibuixos que porten tots per títol Untitled. L'obra forma part d'un conjunt de dibuixos de tècniques diverses sobre paper, resultat de quatre dècades de treball. Es tracta d'una àmplia mostra que, durant anys, va formar part de la col·lecció personal de l'artista i que s'ha exposat molt poques vegades. Els dibuixos denoten fragilitat i provisionalitat (alguns estan fets amb bolígraf o retolador sobre paper) i, en un altre context, s'haurien considerat material de treball o assaig, més que no pas obra canònica. La voluntat de l'autor d'exposar-los en un museu respon al compromís de convertir l'acte estètic de la mirada en un gest polític.
D'altra banda, Friedl dona als seus dibuixos un ordre cronològic en el sentit més estricte, i defuig així les narratives habituals basades en l'estil o la temàtica. El primer dibuix és del setembre de 1964, moment en què l'artista tenia quatre anys; l'últim és del 22 d'agost de 2005. La lectura cronològica (com també l'alfabètica, que Friedl ha utilitzat en algunes de les seves obres) remet més a la tipologia de document que no a la d'obra d'art, fet que enllaça amb la revisió de la lògica institucional i les convencions tradicionals pròpies dels museus i centres expositius.
Els dibuixos mostren els elements formals i la iconografia que amb els anys ha configurat l'univers de Friedl. L'escriptura manual, l'ús dels colors, la presència de motius, signes i símbols recurrents i les referències històriques incloses en els dibuixos apareixen sovint en altres treballs seus. Les referències biogràfiques i històriques d'aquest ampli arxiu són evidents. D'altra banda, no és la primera vegada que l'autor incorpora dibuixos de la infància en les seves obres. Alguns que va fer quan era nen han estat la base d'obres posteriors. En altres ocasions, ha incorporat dibuixos dels seus fills i enregistraments visuals de diversos col·lectius de nens.

### Sèrie
- Untitled (The Man Who Walked through the Wall). Collage/ dibuix/ material gràfic, 1995-1996[3]
- Untitled. Collage/ dibuix/ material gràfic, 2005[4]
- Untitled. Collage/ dibuix/ material gràfic, 2004[5]
- Untitled. Collage/ dibuix/ material gràfic, 2004[6]
- Untitled. Collage/ dibuix/ material gràfic, 2004[7]
- Untitled. Collage/ dibuix/ material gràfic, 2003[8]
- Untitled. Collage/ dibuix/ material gràfic, 1998[9]
- Untitled. Collage/ dibuix/ material gràfic, 1998[10]
- Untitled. Collage/ dibuix/ material gràfic, 1998[11]
- Untitled. Collage/ dibuix/ material gràfic, 1995[12]
- Untitled. Collage/ dibuix/ material gràfic, 1995[13]
- Untitled. Collage/ dibuix/ material gràfic, 1995[14]
- Untitled. Collage/ dibuix/ material gràfic, 1993[15]
- Untitled. Collage/ dibuix/ material gràfic, 1993[16]
- Untitled. Collage/ dibuix/ material gràfic, 1993[17]
- Untitled. Collage/ dibuix/ material gràfic, 1993[18]
- Untitled. Collage/ dibuix/ material gràfic, 1993[19]
- Untitled. Collage/ dibuix/ material gràfic, 1992[20]
- Untitled. Collage/ dibuix/ material gràfic, 1992[21]
- Untitled. Collage/ dibuix/ material gràfic, 1992[22]
- Untitled. Collage/ dibuix/ material gràfic, 1992[23]
- Untitled. Collage/ dibuix/ material gràfic, 1992[24]
- Untitled. Collage/ dibuix/ material gràfic, 1992[25]
- Untitled. Collage/ dibuix/ material gràfic, 1992[26]
- Untitled. Collage/ dibuix/ material gràfic, 1992[27]
- Untitled. Collage/ dibuix/ material gràfic, 1992[28]
- Untitled. Collage/ dibuix/ material gràfic, 1992[29]
- Untitled. Collage/ dibuix/ material gràfic, 1991[30]
- Untitled. Collage/ dibuix/ material gràfic, 1991[31]
- Untitled. Collage/ dibuix/ material gràfic, 1991[32]
- Untitled. Collage/ dibuix/ material gràfic, 1991[33]
- Untitled. Collage/ dibuix/ material gràfic, 1991[34]
- Untitled. Collage/ dibuix/ material gràfic, 1991[35]
- Untitled. Collage/ dibuix/ material gràfic, 1991[36]
- Untitled. Collage/ dibuix/ material gràfic, 1990[37]
- Untitled. Collage/ dibuix/ material gràfic, 1990[38]
- Untitled. Collage/ dibuix/ material gràfic, 1990[39]
- Untitled. Collage/ dibuix/ material gràfic, 1990[40]
- Untitled. Collage/ dibuix/ material gràfic, 1990[41]
- Untitled. Collage/ dibuix/ material gràfic, 1990[42]
- Untitled. Collage/ dibuix/ material gràfic, 1989[43]
- Untitled. Collage/ dibuix/ material gràfic, 1989[44]
- Untitled. Collage/ dibuix/ material gràfic, 1989[45]
- Untitled. Collage/ dibuix/ material gràfic, 1989[46]
- Untitled. Collage/ dibuix/ material gràfic, 1989[47]
- Untitled. Collage/ dibuix/ material gràfic, 1989[48]
- Untitled. Collage/ dibuix/ material gràfic, 1988[49]
- Untitled. Collage/ dibuix/ material gràfic, 1988[50]
- Untitled. Collage/ dibuix/ material gràfic, 1986[51]
- Untitled. Collage/ dibuix/ material gràfic, 1986[52]

## Anàlisi
La pràctica artística de Peter Friedl ha suposat una incisió constant en els mètodes i les convencions que contribueixen als conceptes, els fets, la funció i l'aparença de l'art contemporani. Després d'haver publicat ressenyes i assaigs sobre teatre contemporani durant uns quants anys, Friedl (nascut a Àustria el 1960) es va començar a dedicar a la seva pròpia producció artística als anys vuitanta. En l'obra de Friedl —coherentment heterogènia en els termes clàssics de mitjà, estil i significat— s'hi fa palesa la consciència política, l'autobiografia, un desplaçament permanent, intervencions de disseny, una contraimatgeria potencial i la reinvenció dels gèneres que van quedar de la història de la modernitat. Les seves exposicions presenten models estètics per desarmar configuracions de poder.
| «              | El que m'interessa sobre un nou concepte de gènere és com pot crear una diferència respecte de la vella política d'identitat. Ofereix la llibertat de mirar les coses de manera diferent, i això de nou resulta interessant en una perspectiva política i estètica. Les coses esdevenen una mica estranyes si la seva autonomia relativa és una imposició. | » |
| — Peter Friedl | |   |